# France Kopač
France (Franjo) Kopač, slovenski slikar, * 1. februar 1885, Nova vas pri Žireh, † 7. september 1941, Split, Hrvaška. 

## Življenje in delo
Izšolal se je na umetnostnih akademijah na Dunaju in v Pragi. Služboval je kot profesor risanja v Kruševcu, Kranju in Splitu, kjer je umrl 10. septembra 1941. Slikal je krajine, portrete in za slovenske revije ter koledarje ilustracije z narodopisnimi motivi.
Bil je oče arhitekta, risarja in konservatorja Vlasta Kopača.